# Stockton (Misuri)
Stockton es una ciudad ubicada en el condado de Cedar en el estado estadounidense de Misuri. En el Censo de 2010 tenía una población de 1819 habitantes y una densidad poblacional de 327,73 personas por km².

## Geografía
Stockton se encuentra ubicada en las coordenadas 37°41′49″N 93°47′45″O / 37.69694, -93.79583. Según la Oficina del Censo de los Estados Unidos, Stockton tiene una superficie total de 5.55 km², de la cual 5.45 km² corresponden a tierra firme y (1.82%) 0.1 km² es agua.

## Demografía
Según el censo de 2010, había 1819 personas residiendo en Stockton. La densidad de población era de 327,73 hab./km². De los 1819 habitantes, Stockton estaba compuesto por el 97.03% blancos, el 0.11% eran afroamericanos, el 0.77% eran amerindios, el 0.38% eran asiáticos, el 0.05% eran isleños del Pacífico, el 0.05% eran de otras razas y el 1.59% pertenecían a dos o más razas. Del total de la población el 1.43% eran hispanos o latinos de cualquier raza.